# Sweltsa cristata
Sweltsa cristata är en bäcksländeart som beskrevs av Surdick 1995. Sweltsa cristata ingår i släktet Sweltsa och familjen blekbäcksländor. Inga underarter finns listade i Catalogue of Life.